# 大山寺 (鴨川市)
大山寺（おおやまじ）は、千葉県鴨川市にある真言宗智山派の寺院である。大山不動、大山不動尊の通称で親しまれている。山号は高蔵山（たかくらさん）。本尊は不動明王。成田山新勝寺、雨降山大山寺と共にしばしば「関東の三大不動」に数えられる。

## 歴史
- 高蔵山は、鴨川市域の西端に位置する標高219メートルの山で、長狭平野の奥の、最も高い場所に位置する。嶺岡山系にも近く、古くから山岳信仰の地であった。
- 奈良時代に良弁が開基したと伝わる大山寺は、鎌倉時代には源頼朝、室町時代には足利尊氏、戦国時代には里見氏の信仰を集めたとされる。源頼朝は治承4年（1180年）9月に、大山寺に詣でて戦勝を祈り、鎧1両・太刀1振を奉納したと伝承されている。
- 現存する史料の安田文書建武5年（1338年）には、足利尊氏による水田寄進に関する記述が見られる。この史料からは、遅くとも鎌倉時代後期には寺が存在していたことが裏付けられる。なお本尊の不動明王の制作年代は、鎌倉中期である。
- 創建当初は天台宗に属し、修験道の寺として栄えた。伽藍の規模は東国随一といわれたが、室町時代末期、永禄・天正の戦いで破壊。天正14年（1586年）に再興。現在の不動堂は、216年後の享和2年（1802年）に上棟された。
- 江戸期には江戸近郊の観光地として賑わい、参道には宿が十数軒以上も並んだ。
- 明治5年（1872年）に真言宗となる。
- 不動堂を2頭の狛犬が守るほか、山頂の高蔵神社の祭礼では、神輿が不動堂の外陣まで立ち入るなど、現在もなお神仏習合の名残が随所に認められる。

## 文化財
大山寺不動堂　附厨子　および向拝の竜（千葉県指定有形文化財）享和2年(1802年)に建てられた不動堂は、昭和36年（1961年）に茅葺きから銅板葺きに改修された。不動堂、正面の向拝の竜（彫物師　武志伊八郎信由「波の伊八」作）と、本尊を安置する厨子と一体で県の有形文化財に指定されている。木造不動明王像坐像は通常非公開だが、毎年2月3日の節分会で開帳され一般公開される。
- 木造不動明王像坐像及び両脇侍立像（千葉県指定有形文化財）
  - 非公開（毎年2月3日の節分会で開帳、一般公開される）
  - 鎌倉中期の作。一木造 ケヤキ材・彫眼・現状素地
  - 不動明王　87.4 cm
  - 矜羯羅童子　80.9 cm
  - 制多迦童子　81.0 cm
- 石造宝篋印塔（鴨川市指定有形文化財）文和2年（1353年）造立
- 鐘楼（鴨川市指定有形文化財）不動堂よりも古い年代の建造

## 所在地
千葉県鴨川市平塚1718

## 交通アクセス
- 東日本旅客鉄道内房線　安房鴨川駅から路線バスで25分　「大山橋」下車徒歩20分
- 東日本旅客鉄道外房線　保田駅「保田中央」バス停から路線バスで25分　「金束駅」下車徒歩20分
- 東京湾フェリー　金谷港から路線バスで30分　「金束駅」下車徒歩20分

## 隣の札所
安房国札三十四観音霊場
33 観音院  -- 34 大山寺（滝本堂） -- 1 那古寺